# 수잔 포드 베일스
수잔 엘리자베스 포드 베일스(영어: Susan Elizabeth Ford Bales, 1957년 7월 6일 ~ )는 미국의 작가이자 사진 저널리스트이며, 전 베티 포드 알코올 및 약물 남용 센터의 이사회 의장이었다. 그녀는 미국의 38대 대통령인 제럴드 포드와 그의 아내 베티 포드의 막내딸이다.